# توماس مونتجومري
توماس مونتجومري (بالإنجليزية: Thomas Montgomery)‏ هو قاضي ومحامي وسياسي أمريكي، ولد في 1779 في مقاطعة نيلسون في الولايات المتحدة، وتوفي في 2 أبريل 1828. انتخب عضو مجلس النواب الأمريكي.